# 李居昌
李居昌（1938年3月—2022年2月27日），男，山东东明人，中华人民共和国政治人物，曾任中华人民共和国交通部副部长，第九、十届全国政协委员。